# کری فوکوناگا
کری جوجی فوکوناگا (به انگلیسی: Cary Joji Fukunaga؛ زادهٔ ۱۰ ژوئیه ۱۹۷۷) نویسنده و کارگردان آمریکایی است. وی را عمدتاً بخاطر کارگردانی فیلم بدون نام (۲۰۰۹) می‌شناسند. با کارگردانی این فیلم، وی برنده جایزه کارگردانی از جشنواره فیلم ساندنس شد. او کارگردان سریال کارآگاه حقیقی، محصول شبکه اچ‌بی‌او نیز بوده و ۸ قسمت فصل اول این سریال را کارگردانی کرده‌است. از دیگر آثارش می‌توان به مینی‌سریال مجنون اشاره کرد. فوکوناگا، به عنوان فیلم‌نامه‌نویس، نوشتن فیلم‌نامه آثاری همچون فیلم ترسناک آن (۲۰۱۷) و سریال روان‌پزشک را در کارنامه خود دارد. او، ۲۰۱۸، برای کارگردانی فیلم جاسوسی زمانی برای مردن نیست (۲۰۲۱) انتخاب شد.
فوکوناگا متولد شهر اوکلند است. تاکنون در فرانسه و ژاپن هم زندگی کرده‌ و هم‌اکنون ساکن نیویورک است. پدر وی تبار ژاپنی و مادرش تبار سوئدی‌ دارد. او در رشته تاریخ از دانشگاه کالیفرنیا، سانتا کروز مدرک کارشناسی گرفته و بعد از فارغ‌التحصیلی، به مراکز آموزشی دیگر همچون دانشگاه نیویورک و مؤسسه مطالعات سیاسی گرینوبل می‌رود.

## فیلم‌شناسی

### فیلم
| سال  | عنوان                  | کارگردان | فیلم‌نامه‌نویس | تهیه‌کننده | فیلم‌بردار |
| ---- | ---------------------- | -------- | ------------ | --------- | --------- |
| ۲۰۰۹ | پروژه فیلم محله چینی‌ها | آری      | آری          | نه        | آری       |
| ۲۰۰۹ | بدون نام               | آری      | آری          | نه        | نه        |
| ۲۰۱۱ | جین ایر                | آری      | نه           | نه        | نه        |
| ۲۰۱۵ | جانوران بدون کشور      | آری      | آری          | آری       | آری       |
| ۲۰۱۷ | آن                     | نه       | آری          | نه        | نه        |
| ۲۰۲۰ | جو بل                  | نه       | نه           | آری       | نه        |
| ۲۰۲۱ | زمانی برای مردن نیست   | آری      | آری          | نه        | نه        |
| ۲۰۲۵ | ریکی                   | نه       | نه           | آری       | نه        |
| ۲۰۲۵ | خون روی برف            | آری      | نه           | آری       | نه        |

### فیلم‌های کوتاه
| سال  | عنوان                    | کارگردان | فیلم‌نامه‌نویس | تهیه‌کننده |
| ---- | ------------------------ | -------- | ------------ | --------- |
| ۲۰۰۳ | Kofi                     | آری      | آری          | Executive |
| ۲۰۰۴ | Victoria para chino      | آری      | آری          | آری       |
| ۲۰۱۲ | Sleepwalking in the Rift | آری      | آری          | Executive |

| سال     | عنوان         | کارگردان | فیلم‌نامه‌نویس | تهیه‌کننده | Notes |
| ------- | ------------- | -------- | ------------ | --------- | ----- |
| ۲۰۱۴–۱۹ | کارآگاه حقیقی | آری      | نه           | آری       |       |
| ۲۰۱۸    | روان‌پزشک      | نه       | آری          | آری       |       |
| ۲۰۱۸    | مجنون         | آری      | آری          | آری       |       |
| ۲۰۲۱    | اربابان آسمان | آری      | نه           | آری       |       |